# Minestrone

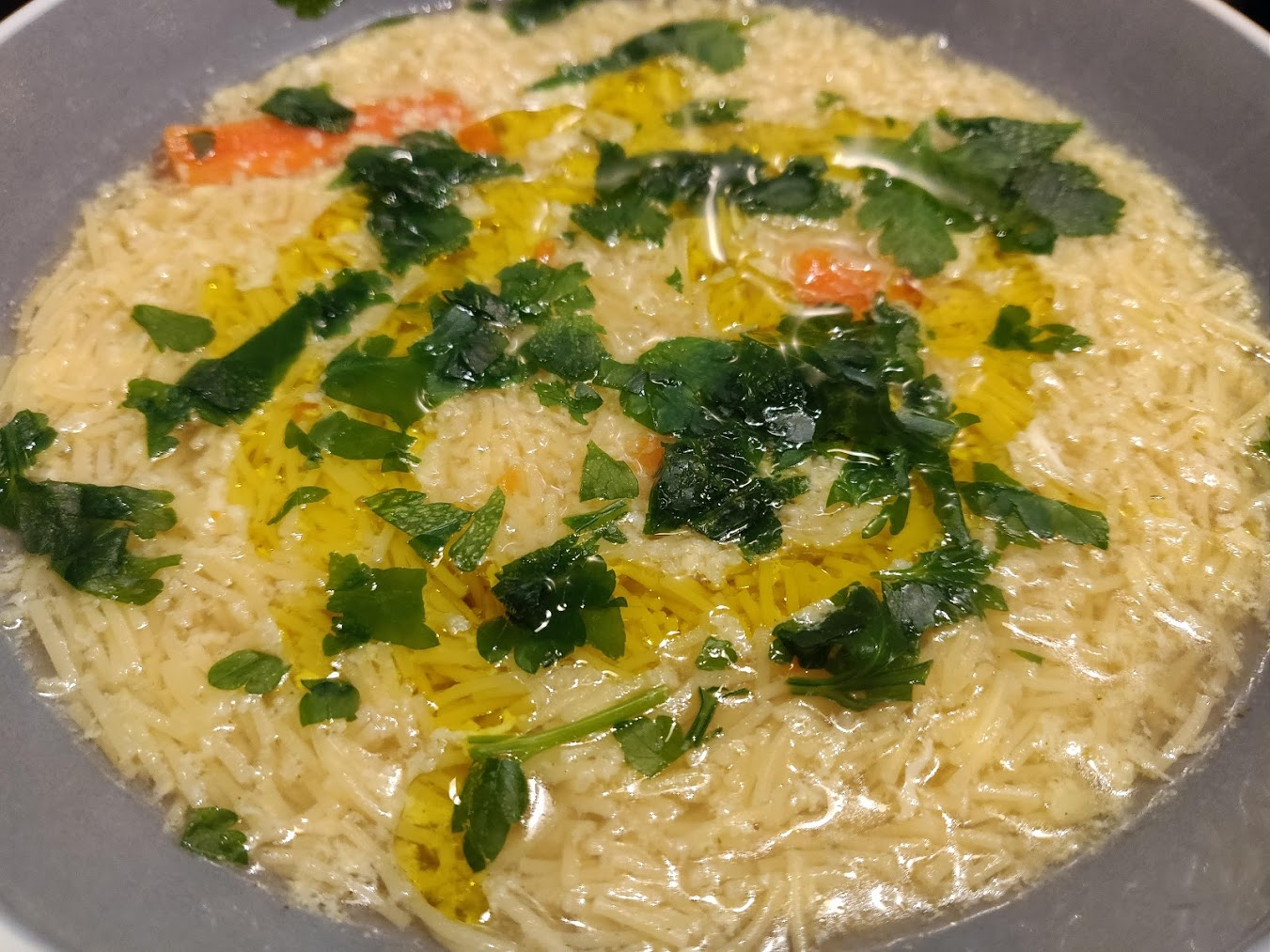
Minestrone (wł. minestra) w filiżance

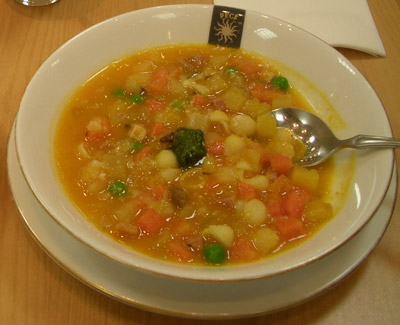
Zupa minestrone

Minestrone – zupa na bazie warzyw, głównie cukinii, fasolki szparagowej, marchwi, zielonego groszku oraz szpinaku. Jest podawana na różne sposoby: z drobnym makaronem, ryżem, grzankami lub jako przecierka warzywna.
Nazwa pochodzi od włoskiego słowa minestra (zupa). Najbardziej popularna i najczęściej spożywana potrawa w wielu rejonach Włoch. Nie ma ścisłego przepisu na tę zupę; jej skład bazuje na warzywach sezonowych i różni się w poszczególnych regionach Włoch.